# Terremoto de Sanriku de 1611
El terremoto de Sanriku de 1611 (慶長三陸地震 Keichō Sanriku-jishin?) ocurrió el 2 de diciembre de 1611, con epicentro frente a la costa de Sanriku en la prefectura de Iwate, Japón. La magnitud del sismo fue de 8,1. Desencadenó un devastador tsunami. Una descripción de este evento en un diario oficial de 1612 es probablemente el primer uso registrado del término 'tsunami'.

## Descripción general
Aproximadamente a las 10:30 del 2 de diciembre de 1611, hubo un fuerte terremoto, y aproximadamente a las 14:00, fue seguido por un devastador tsunami. Según documentos antiguos, la tierra tembló violentamente tres veces.
El área de ruptura estimada para el terremoto es similar a la calculada para el terremoto de Sanriku de 1933.
Con este terremoto, el área a lo largo del Océano Pacífico en lo que actualmente se llama la costa de Sanriku se sacudió fuertemente, pero solo alrededor de 4-5 en la escala de Shindo. El daño del tsunami superó con creces el del terremoto, por lo que se considera que se trata de un terremoto de tsunami. En consecuencia, el desastre causado por el terremoto también se conoce como el "terremoto del tsunami de Keicho Sanriku". Habría sido muy similar al terremoto de Keichō de 1605, un terremoto de tsunami en la fosa de Nankai.

## Daños
El tsunami alcanzó una altura máxima estimada de unos 20 metros en Ōfunato, Iwate.
El tsunami golpeó la costa este de Sanriku desde la bahía de Sendai en el sur hasta el sureste de Hokkaido en el norte, una extensión de costa mayor que la afectada por el tsunami de 1896. Según documentos antiguos, 1.783 personas murieron en el Dominio de Sendai y más de 3.000 caballos y hombres en los dominios de Nanbu y Tsugaru. En la costa sur de Hokkaido, muchos ainu también se ahogaron. Entre los lugares más afectados se encuentra Ōtsuchi, con 800 muertos.